# Degerfors IF
Degerfors IF is een Zweedse voetbalclub uit Degerfors, provincie Värmland. De club werd in 1907 opgericht en speelt de thuiswedstrijden in het Stora Valla. De traditionele kleuren van de vereniging zijn rood-wit. 

## Geschiedenis
In 1938 promoveerde men voor het eerst naar de Allsvenskan, het hoogste niveau. Dat seizoen was echter geen succes en de club degradeerde direct weer. Bij de terugkeer in 1940 ging het al een heel stuk beter en Degerfors werd tweede achter Helsingborgs IF. De volgende seizoenen nestelde de club zich in de subtop en haalde nog enkele keren de derde plaats tot een nieuwe degradatie volgde in 1956.
In 1960 keerde de club terug en na enkele mindere seizoen werd voor de tweede keer de tweede plaats behaald, kampioen IFK Norrköping had twee punten voorsprong in de eindstand. Daarna ging het weer bergaf en in 1966 degradeerde Degerfors opnieuw.
Deze keer bleef de club lange tijd afwezig in de hoogste klasse en keerde pas in 1993 terug in de Allsvenskan. In dat jaar won men ook de Beker van Zweden. Na enkele seizoenen degradeerde de club opnieuw naar de Superettan in 1997 en daarna zou het zelfs enkele jaren op het derde niveau, in de Division 1 spelen. Pas in 2004 kon men de titel halen en terugkeren naar de Superettan. In 2008 degradeerde de club weer om in 2009 meteen weer te promoveren als kampioen van de Division 1 Norra. 
In 2021 kwam men opnieuw uit in de Allsvenskan, nadat men het seizoen ervoor als tweede eindigde in de Superettan. Na drie seizoenen te hebben gespeeld op het hoogste niveau degradeerde de club na het seizoen van 2023 terug naar de Superettan.

## Erelijst
- Bekerwinnaar

1993

## Eindklasseringen
| 5 |

| 6 |

| 8 |

| 4 |

| 10 |

| 3 |

| 6 |

| 8 |

| 3 |

| 7 |

| 12 |

| 4 |

| 2 |

| 1 |

| 5 |

| 9 |

| 10 |

| 2 |

| 6 |

| 9 |

| 12 |

| 2 |

| 3 |

| 2 |

| 7 |

| 10 |

| 1 |

| 7 |

| 12 |

| 4 |

| 1 |

| 1 |

| 1 |

| 3 |

| 8 |

| 11 |

| 3 |

| 1 |

| 10 |

| 10 |

| 8 |

| 14 |

| 3 |

| 5 |

| 1 |

| 5 |

| 1 |

| 12 |

| 8 |

| 9 |

| 9 |

| 13 |

| 8 |

| 9 |

| 4 |

| 4 |

| 3 |

| 2 |

| 1 |

| 13 |

| 11 |

| 8 |

| 16 |

| 1 |

| 10 |

| 5 |

| 12 |

| 4 |

| 7 |

| 9 |

| 12 |

| 8 |

| 7 |

| 5 |

| 2 |

| 13 |

| 13 |

| 15 |

| 1 |

| Allsvenskan | Superettan | Ettan |

Namen Niveau 2:  1926-1986 Division 2; 1987-1999 Division 1. 

Namen Niveau 3:  tot 1987 Division 3; 1987-2005 Division 2; 2006-2019 Division 1.
| Seizoen | №  | Clubs | Divisie          | Duels | Winst | Gelijk | Verlies | GF | GA | Doelsaldo | Punten | Tsch  |
| ------- | -- | ----- | ---------------- | ----- | ----- | ------ | ------- | -- | -- | --------- | ------ | ----- |
| 2005    | 13 | 16    | Superettan       | 30    | 9     | 7      | 14      | 31 | 36 | –5        | 34     | 3.047 |
| 2006    | 11 | 16    | Superettan       | 30    | 9     | 8      | 13      | 39 | 41 | –2        | 35     | 2.377 |
| 2007    | 8  | 16    | Superettan       | 30    | 10    | 8      | 12      | 34 | 40 | –6        | 38     | 2.227 |
| 2008    | 16 | 16    | Superettan       | 30    | 5     | 9      | 16      | 27 | 47 | –20       | 24     | 1.787 |
| 2009    | 1  | 14    | Division 1 Norra | 26    | 19    | 3      | 4       | 58 | 25 | +33       | 60     | 1.859 |
| 2010    | 10 | 16    | Superettan       | 30    | 12    | 6      | 12      | 43 | 45 | –2        | 42     | 2.576 |
| 2011    | 5  | 16    | Superettan       | 30    | 14    | 6      | 10      | 53 | 44 | +9        | 48     | 2.727 |
| 2012    | 12 | 16    | Superettan       | 30    | 9     | 8      | 13      | 46 | 53 | –7        | 35     | 2.057 |
| 2013    | 4  | 16    | Superettan       | 30    | 14    | 10     | 6       | 52 | 41 | +11       | 52     | 2.462 |
| 2014    | 7  | 16    | Superettan       | 30    | 10    | 10     | 10      | 47 | 46 | +1        | 40     | 2.048 |
| 2015    | 9  | 16    | Superettan       | 30    | 10    | 8      | 12      | 36 | 38 | –2        | 38     | 2.083 |
| 2016    | 12 | 16    | Superettan       | 30    | 8     | 9      | 13      | 34 | 54 | –20       | 33     | 1.642 |
| 2017    | 8  | 16    | Superettan       | 30    | 12    | 8      | 10      | 42 | 38 | +4        | 44     | 1.790 |
| 2018    | 7  | 16    | Superettan       | 30    | 11    | 9      | 10      | 45 | 46 | –1        | 42     | 1.776 |
| 2019    | 5  | 16    | Superettan       | 30    | 15    | 6      | 9       | 46 | 34 | +12       | 51     | 1.468 |
| 2020    | 2  | 16    | Superettan       | 30    | 19    | 6      | 5       | 64 | 30 | +34       | 63     | 0     |
| 2021    | 13 | 16    | Allsvenskan      | 30    | 10    | 4      | 16      | 34 | 51 | -17       | 34     | 1.371 |

## In Europa
#Q = #kwalificatieronde, #R = #ronde, T/U = Thuis/Uit, W = Wedstrijd, PUC = punten UEFA coëfficiënten .
Uitslagen vanuit gezichtspunt Degerfors IF
| Seizoen                                                    | Competitie   | Ronde | Land            | Club             | Totaalscore | 1e W    | 2e W    | PUC |
| ---------------------------------------------------------- | ------------ | ----- | --------------- | ---------------- | ----------- | ------- | ------- | --- |
| 1993/94                                                    | Europacup II | Q     | Vlag van Malta  | Sliema Wanderers | 6-1         | 3-1 (U) | 3-0 (T) | 4.0 |
|                                                            |              | 1R    | Vlag van Italië | AC Parma         | 1-4         | 1-2 (T) | 0-2 (U) | 4.0 |
| Totaal aantal behaalde punten voor UEFA coëfficiënten: 4.0 |              |       |                 |                  |             |         |         |     |

Zie ook
- Deelnemers UEFA-toernooien Zweden
- Ranglijst van alle clubs die in de diverse Europa Cups zijn uitgekomen

## Bekende (oud-)spelers
- Andreas Andersson
- Marcus de Bruin
- Ralf Edström
- Sven-Göran Eriksson

- Olof Mellberg
- Daniel Mendes
- Bertil Nordahl

- Gunnar Nordahl
- Thomas Nordahl
- Ola Toivonen